# فوجیوارا نو کیشی
فوجیوارا نو کیشی، سانجوجی کیشی (انگلیسی: Saionji Kishi; بعد از ح.۱۲۹۵ –  قبل از ۱۳۰۵ – ۱۹ نوامبر ۱۳۳۳ (سن 27–ح. ۳۸)) اهل ژاپن و همسر ملکه ژاپن بود. او همسر امپراتور امپراتور گودایگو ژاپن بود. نام سلطنتی (join-gō (女院号)) ری‌سی‌مون این- (礼成門院) در سال ۱۳۳۲ هنگامی که شوهرش تبعید شد به او داده شد، اما با بازگشت او به تخت پادشاهی ژاپن در سال ۱۳۳۳ لغو شد. بعداً پس از مرگش به او نام دوم سلطنتی گو-کیوگوکو-این (後京極院) داده شد. او همچنین یک شاعر عالی بود که ۱۴ مورد از شعرهای واکا (شعر) او در چوکوسن واکاشو (مجموعه‌های سفارشی امپراتوری) گنجانده شده است.
امپراتور گو-دایگو توسط شوگون‌سالاری کاماکورا در سومین ماه قمری ۱۳۳۲ دستگیر و به  جزایر اوکی تبعید شد و کیشی در ماه هشتم همان سال راهبه بودایی شد. امپراتور گو-دایگو از جزایر اوکی گریخت و در ششمین ماه قمری، ۱۳۳۳ به کیوتو بازگشت. پس از آن، کیشی عنوان همسر امپراتور (چوگو) را از سر گرفت و کمی بعد به عنوان امپراتور عالی (皇太后宮، kōtaigō-gū) انتخاب شد. وی در دهمین ماه قمری ۱۲ ۱۳۳۳ درگذشت.